# Elytroleptus dichromaticus
Elytroleptus dichromaticus là một loài bọ cánh cứng trong họ Cerambycidae.